# Poslanec na misi

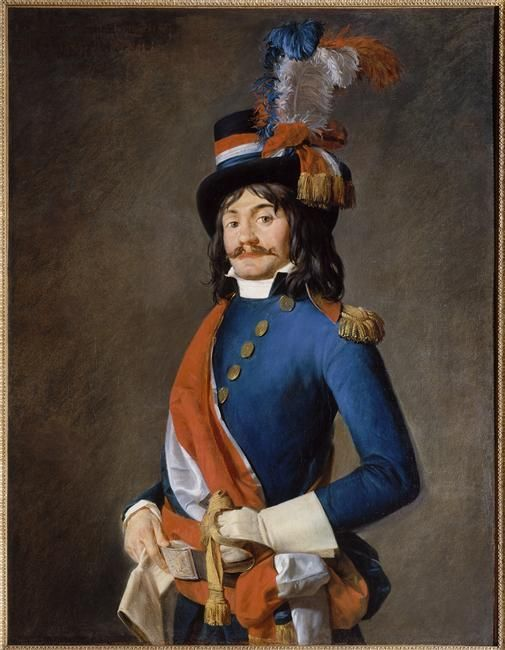
Représentant en mission, olej na plátně, 1793, (Musée de la Révolution française).

Poslanec na misi (francouzsky représentant en mission, représentant du peuple en mission či représentant député, do dubna 1793 nazývaný commissaire de la Convention) byl emisarem parlamentu se zvláštním posláním během Velké francouzské revoluce. Tito prokonzulové jako političtí komisaři dohlíželi na řádné provádění zákonů a směrnic, které byly schváleny Zákonodárným shromážděním (Assemblée national législativ, 1791/92) nebo Národním konventem (Convention Nationale, 1792–1795), v departementech, na ministerstvech a v revoluční armádě, Jako vyslanci v armádě měli neomezené pravomoci, a to i vůči generálům.
Pravomoci emisarů se částečně překrývaly s pravomocemi vládních komisařů (commissaires du Conseil exécutif), kteří měli podobné funkce.
Nezanedbatelné množství z nich skončilo pod gilotinou z politických důvodů, mnohdy zaslouženě za zvěrstva, kterých se v době teroru na misích dopouštěli (např. Carrier v Nantes).

## Známí emisaři
- Joseph Fouché (1759-1820), politik
- Louis-Marie Stanislas Fréron (1754-1802), politik
- Jean-Lambert Tallien (1767-1820), novinář a revolucionář
- Jean-Baptiste Carrier (1756-1794), revolucionář
- Georges Frédéric Dentzel (1755-1828), farář, jakobín a důstojník
- Étienne-Christophe Maignet (1758–1834) právník a politik
- Jean-Marie Collot d'Herbois (asi 1750-1796), revolucionář, herec, člen Národního shromáždění
- Georges Couthon (1755-1794), revolucionář
- Louis Antoine de Saint-Just (1767-1794), politik
- Philippe-François-Joseph Le Bas (1764-1794), revolucionář a politik
- André Dumont (1764–1838) zástupce
- René Levasseur (1747–1834), lékař, poslanec a revolucionář
- Antoine Louis Albitte (1761-1812) poslanec, voják
- Joseph Le Bon (1765-1795), poslanec, revolucionář
- Jean Adam Pfluger (1744-1801), poslanec